# İkizkuyu, Nurdağı
İkizkuyu là một xã thuộc huyện Nurdağı, tỉnh Gaziantep, Thổ Nhĩ Kỳ. Dân số thời điểm năm 2011 là 193 người.